# Weight of Love
Weight of Love è un singolo del gruppo musicale statunitense The Black Keys, pubblicato il 27 gennaio 2015 come quinto estratto dall'ottavo album in studio Turn Blue.

## Successo commerciale
Il singolo ha ottenuto successo negli Stati Uniti e in Francia.